# シクストゥス5世 (ローマ教皇)
シクストゥス5世（Sixtus V、1520年12月13日 - 1590年8月27日）は、16世紀後半のローマ教皇（在位：1585年 - 1590年）。本名はフェリーチェ・ペレッティ（Felice Peretti）。教皇領の治安回復、ローマ教皇庁の財政立て直しに辣腕をふるい、公共事業に惜しみなく投資して都市ローマを現代に近い形に整備した。批判も多いが、残した業績の大きさでは歴代教皇随一である。

## 生涯

### 教皇就任まで
グロッタンマーレ（現マルケ州）出身のペレッティは貧しい一家の出身であった。父は庭師であり、彼自身も豚の世話をして生計をたてていた。ただ、当時の人々の生活レベルを考えれば、このことは現代のわれわれが考えるほど驚くべきことではない。やがてモンタルトのフランシスコ会の修道院に入り、すぐに説教師・弁証家として頭角を現した。
1552年ごろ、フランシスコ会の保護者でもあったロドルフォ・ピオ・ダ・カルピ枢機卿（1500年 - 1564年）やギスリエリ枢機卿（後のピウス5世）、カラファ枢機卿（後のパウルス4世）の目にとまったことで、その後の栄進が保障されることになった。ヴェネツィアの教皇巡察師に抜擢されたが、あまりに職務に忠実で高圧的であったためトラブルが頻発し、1560年にヴェネツィア政府に解任を要求される。フランシスコ会の総代理を務めた後、1565年にボンコンパーニョ枢機卿（後のグレゴリウス13世）に率いられたスペインへの使節団のメンバーに選ばれた。使節団はトレドのカランツァ大司教にかけられた異端嫌疑の調査に向かったのである。
ピウス5世が教皇になるとローマに呼び返されてフランシスコ会の教皇総代理に選ばれ、1570年にグレゴリウス13世のもとで枢機卿にあげられてモンタルト枢機卿と呼ばれるようになる。そこで彼は教皇庁の職務の第一線を退いてエスクイリーノの丘にドメニコ・フォンターナによって建てられた、ディオクレティアヌス帝の浴場を見下ろす邸宅の整備に専念するようになった。やがてペレッティ自身が教皇に選ばれると、建築事業にもさらに力が入り、既存の住宅を撤去して、4つの新街路を設置した。敷地内には2つの大きな邸宅、「ディ・テルミニ」とも呼ばれたシスティノ宮殿とパラッツェット・モンタルト・エ・フェリチェとよばれた邸宅があった。この工事のために転居を余儀なくされた住民は憤懣やるかたなかった。1869年に教皇のために鉄道がひかれ、駅（テルミニ駅の前身）が設置されることが決まったことで、これらの施設も取り壊されることになった。

### 教皇としての活躍
シクストゥス5世は枢機卿時代から学問への関心が強く、アンブロジウスの著作の校訂版を完成させている。彼は学問の世界においてありがちな他者への批判や攻撃を嫌い、常に穏健な態度を保っていたことが、教皇選挙で彼が選ばれる1つの理由となった。選挙において、シクストゥス5世が自分の老いを盛んに演技して票を勝ち取ったというのは後世の作り話である。むしろ選挙においては、彼の若々しさが評価されている。教皇が若いということはそのまま在位が長くなるということを意味するのである（ちなみに教皇の即位式には、ローマ滞在中であった天正遣欧使節のメンバーたちも招かれて参加している）。
グレゴリウス13世の時代、教皇領の状態は最悪のものとなっていたため、シクストゥス5世はさっそくこの状態の解消を求められた。無法状態となっていた教皇領の治安を立て直すべく、教皇は治安を乱す者に対して厳しい態度を示した。それしか状況を改善することができなかったともいえよう。多くの盗賊や山賊が捕らえられ、法の裁きを受けた。ほどなく教皇領に治安と平和が戻った。

### 政策と業績
次にシクストゥス5世は極度に悪化していた財政の建て直しを図り、一般職務の販売、貸付制度の創設、新税の導入を進めた結果、教皇庁の財政は一気に持ち直し、黒字へと転化した。こうした資金集めの方法の強引さに対しては批判が集まったものの、教皇は国庫に貯まった資金を緊急時の軍資金すなわち、十字軍や教皇領の防衛のための資金として確するよう努めた。また蓄積した資金を公共建築のためにも惜しみなく投資したため、5年という期間に比して手掛けられた事業の数は異例な数を記録した。たとえばサン・ピエトロ大聖堂にはドーム屋根が乗せられ、サン・ジョバンニ・イン・ラテラノ大聖堂にはシクストゥスのロッジアが、サンタ・マリア・マッジョーレ大聖堂にはプレセペのチャペルが建てられ、クイリナーレ、ラテランおよびバチカンの教皇宮殿が改修され、サン・ピエトロ大聖堂広場などに四本のオベリスクが建てられ、六本の新街路が建設され、6世紀頃に破壊されていたローマ水道を復旧し（フェリクス水道の建設）、多数の道路と橋が補修され、農業と工業が推奨された。失業者対策として、放置されていたコロッセオを紡織工場と従業員の住居の複合体として転用する計画も立案したが、これは事業が実現する前に教皇自身が死去し、後継の教皇が事業を引き継がなかったため実現には至らなかった。
しかし、このように高い関心を示した建築の分野でもシクストゥス5世が今日批判をまぬがれえない点がある。それは古代の建築物の取り扱いの杜撰さであり、たとえばトラヤヌスの柱とアントニウスの柱は聖ペトロ像と聖パウロ像の台にされ、カピトリーノの丘のミネルバ宮殿はキリスト教の都たるローマのシンボルに改造されてしまった。
シクストゥス5世の業績で忘れてはならないのは教会制度の整備である。彼の時代に枢機卿の定員は70人と定められ、修道会の数は倍増し、それぞれに職務や使命が振り分けられた。しかし一方で、依然としてイエズス会に対する姿勢は冷淡なものに留まった。
また、初めてバチカンに印刷局を設置し、その最初の事業としてヴルガータ訳聖書の校訂をおこなわせた。この事業はグレゴリウス暦の切り替えの研究でも委員長をつとめたシルレト枢機卿を中心とした委員会によっておこなわれたが、せっかちだったシクストゥス5世は委員会のやり方に我慢できず、自ら聖書本文を改訂して、ヴルガータ聖書の改訂版を発行、今後この版を用いるようにという勅書を出した。この版は「シクストゥス版」とよばれ、綿密な検討がおこなわれず急いで作られたものであったため評判が悪く、教皇没後に勅書の内容の取り消しと改訂作業のやり直しが決定された。改訂事業の中心となったイエズス会員ロベルト・ベラルミーノは教皇の名誉に傷をつけないため、1592年に完成した改訂版ヴルガータ聖書の名前に二人の教皇の名前を冠するかたちで『シクストゥス・クレメンティーノ版』と名づけた。

### 政治家としての教皇
シクストゥス5世は政治家としては壮大すぎる計画の持ち主であった。たとえばオスマン帝国の壊滅やエジプトの征服、イタリアへのイエスの墓の移転、彼の甥のフランス王即位などを夢みていたようだが、現実は厳しいものであった。特にスペイン王フェリペ2世の動向が気に入らず、その勢力拡大を好まなかった。彼がナヴァール王アンリ（後のアンリ4世）を破門してフランスのカトリック連盟とスペインの無敵艦隊の後押しをしていたときも、同盟者であるはずのフェリペ2世との争いが絶えなかった。そのためアンリがカトリックに改宗すると彼に期待をかけた。しかし、アンリとの交渉でも教皇は期待した成果が得られず、逆に教皇の誓いをもとめられたため、これを保留している。
シクストゥス5世は同時代人から厳しい批判を浴びていたが、歴史家達は彼を偉大な教皇の1人に数えている。確かに彼は思いつきで行動し、頑固で、専制的な人物であったが、みずからの目標に対して全力で取り組んでおり、手をつけた事業のほとんどを完成している。歴史の中で彼ほどの有形無形の業績を残している教皇はいない。